# Gare d'Allonnes - Boisville
 (janvier 2022).
Si vous disposez d'ouvrages ou d'articles de référence ou si vous connaissez des sites web de qualité traitant du thème abordé ici, merci de compléter l'article en donnant les références utiles à sa vérifiabilité et en les liant à la section « Notes et références ».
La gare d'Allonnes-Boisville est une ancienne gare ferroviaire française de croisement de la ligne de Brétigny à La Membrolle-sur-Choisille. Elle est située sur le territoire de la commune de Boisville-la-Saint-Père, dans le département d'Eure-et-Loir, en région Centre-Val de Loire.

## Situation ferroviaire
Établie à 149 mètres d'altitude, la gare d'Allonnes-Boisville est située au point kilométrique (PK) 92,575 de la ligne de Brétigny à La Membrolle-sur-Choisille, entre les gares ouvertes d'Auneau et de Voves.

## Histoire
La gare, dite alors « Allonnes-Boisvilles », est mise en service le 28 décembre 1865, par la Compagnie du chemin de fer de Paris à Orléans (PO), lorsqu'elle ouvre à l'exploitation la première section, de Brétigny à Vendôme de sa ligne de Paris à Tours par Châteaudun et Vendômes.
En 1985, situés sur le tracé de la future plateforme de la LGV Atlantique, le bâtiment voyageurs et son quai attenant ont été détruits lors de la construction de cette dernière. Un quai subsiste toutefois le long de la ligne Brétigny - Tours.

## Service des voyageurs
La gare est fermée au service voyageurs.

## Service des marchandises
Cette gare est ouverte au service du fret. Un embranchement particulier permet la desserte du silo Axéréal qui borde la voie.